# Saint-Hilaire-la-Gravelle
Saint-Hilaire-la-Gravelle is een gemeente in het Franse departement Loir-et-Cher (regio Centre-Val de Loire) en telt 697 inwoners (2005). De plaats maakt deel uit van het arrondissement Vendôme.

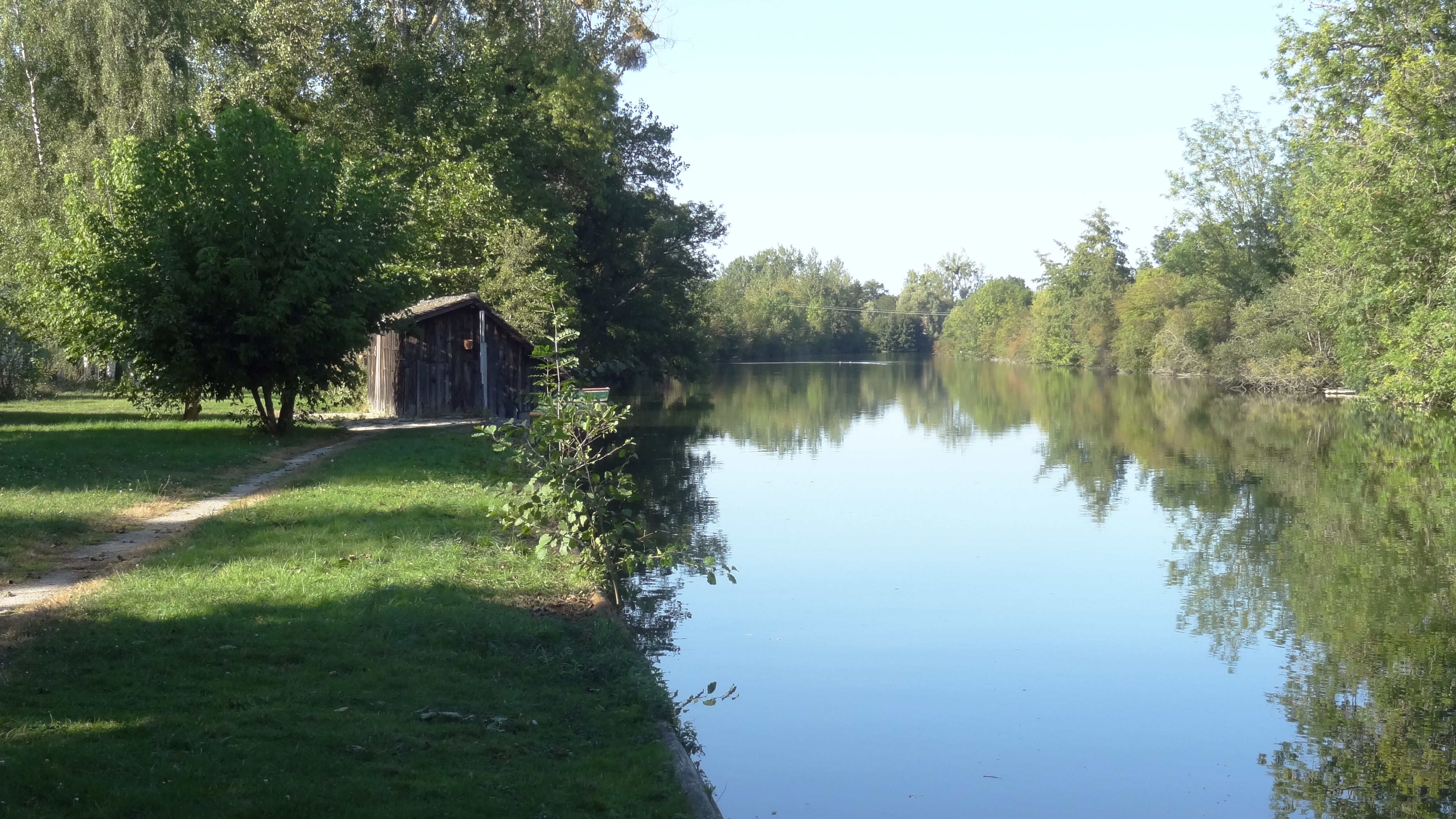
Loir bij Saint-Hilaire-la-Gravelle
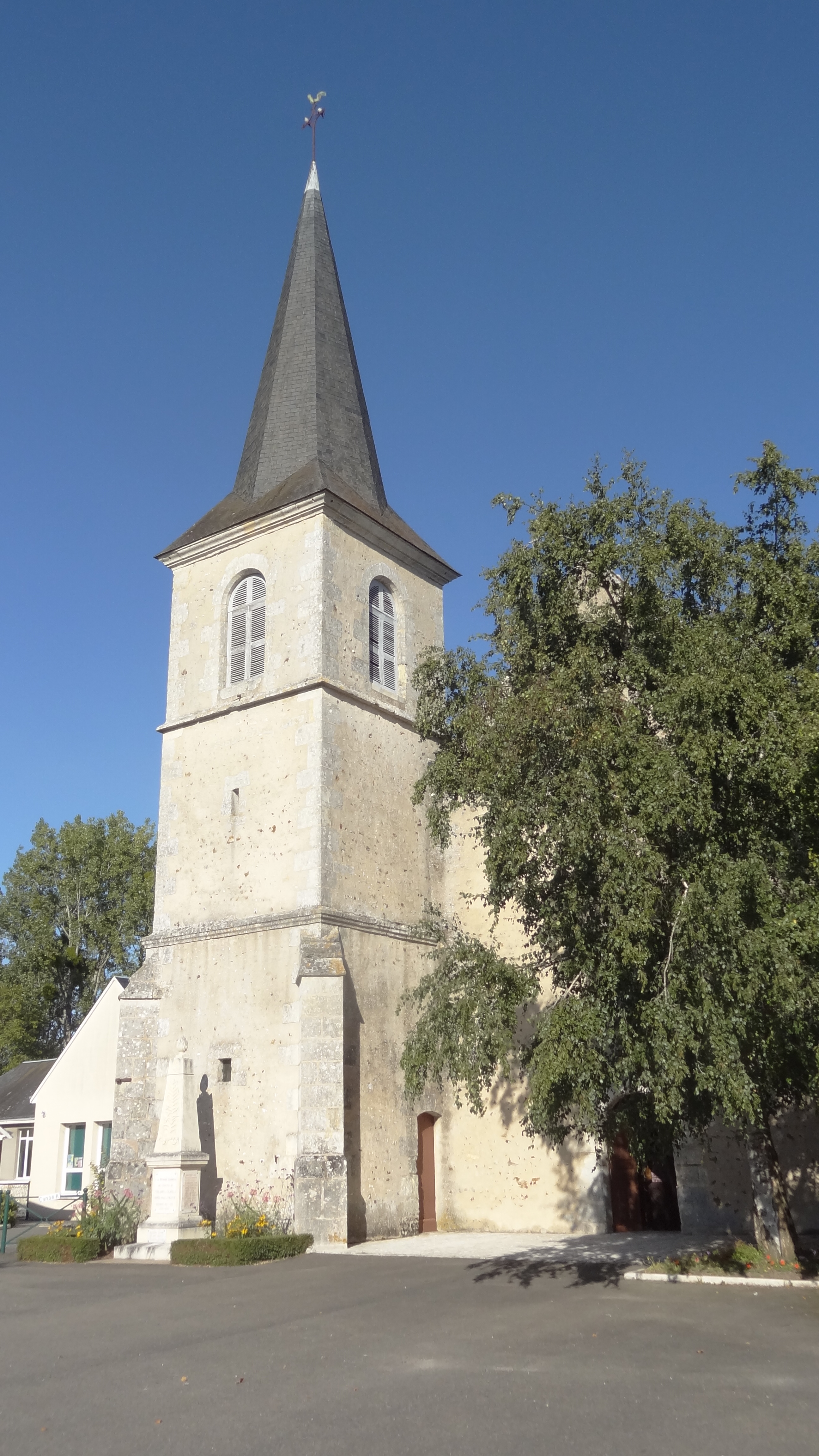
Kerk van Saint-Hilaire-la-Gravelle

## Geografie
De oppervlakte van Saint-Hilaire-la-Gravelle bedraagt 17,5 km², de bevolkingsdichtheid is 39,8 inwoners per km².
De onderstaande kaart toont de ligging van Saint-Hilaire-la-Gravelle met de belangrijkste infrastructuur en aangrenzende gemeenten.

## Demografie
Onderstaande figuur toont het verloop van het inwonertal (bron: INSEE-tellingen).